# Las Arenas. Balneario. Piscina luminosa
Las Arenas. Balneario. Piscina luminosa es un cartel publicitario de Josep Renau realizado en 1932 para el Balneario Las Arenas.

## Descripción
El cartel muestra en una visión de perspectiva, en primer plano a una bañista que mira hacia la derecha. El personaje lleva un traje de baño rojo y una gorra. Detrás, el segundo plano es una plataforma de balneario en la que otro bañista está a punto de saltar. El entorno de la piscina es luminoso, con un degradado que comienza en tonalidades amarillas, se degrada hacia azules y finalmente hacia el negro, en donde hay se observa la noche y las estrellas.

## Estilo
El cartel combina el art déco con influencias del constructivismo ruso y fue pionero en el uso del aerógrafo en la obra del artista. El Balneario Las Arenas contaba, entre otras instalaciones, con piscinas y un restaurante con vista al mar.

## Repercusiones
Es una obra influyente de Renau y ha sido revisitado por Paco Bascuñán en la cartelería de la parada de la Estación de Les Arenes de la Línea 4 del Metrovalencia, así como otros artistas internacionales como Mads Berg, quien lo reinterpretó para una campaña de la arena O2.
Una prueba inequívoca de la gran proyección internacional del cartel es que, en 2020, en una subasta organizada por Swann Auction Galleries de New York, un ejemplar fue adjudicado por 8.125 dólares. 